# Philippe Samyn
Philippe Eugène André Robert Samyn (Gent, 1 september 1948) is een Belgisch architect.

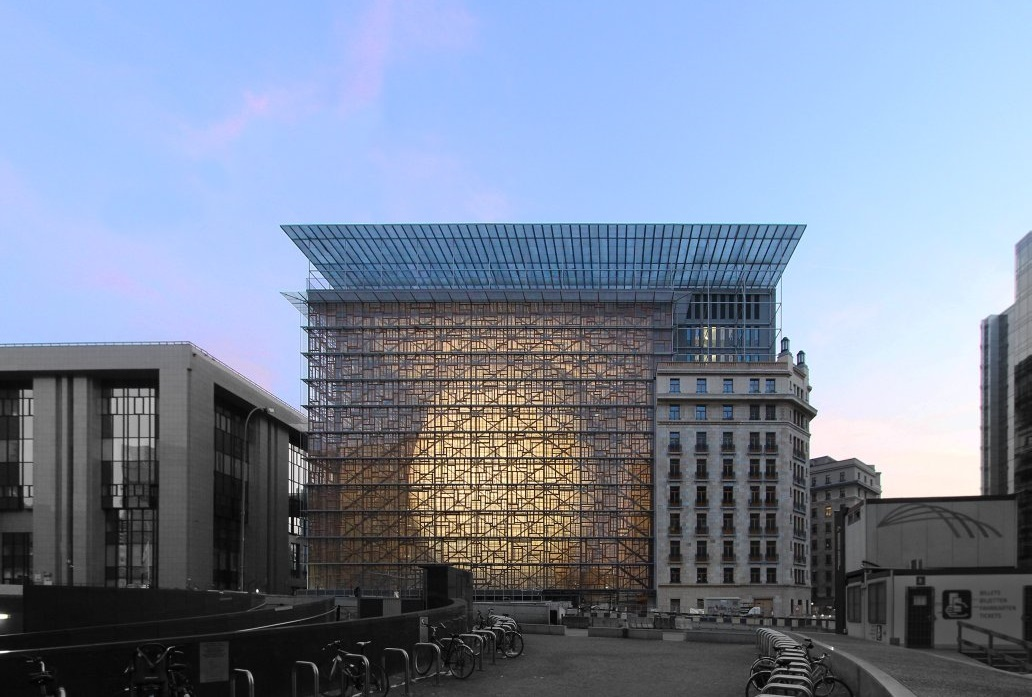
Europagebouw in Brussel

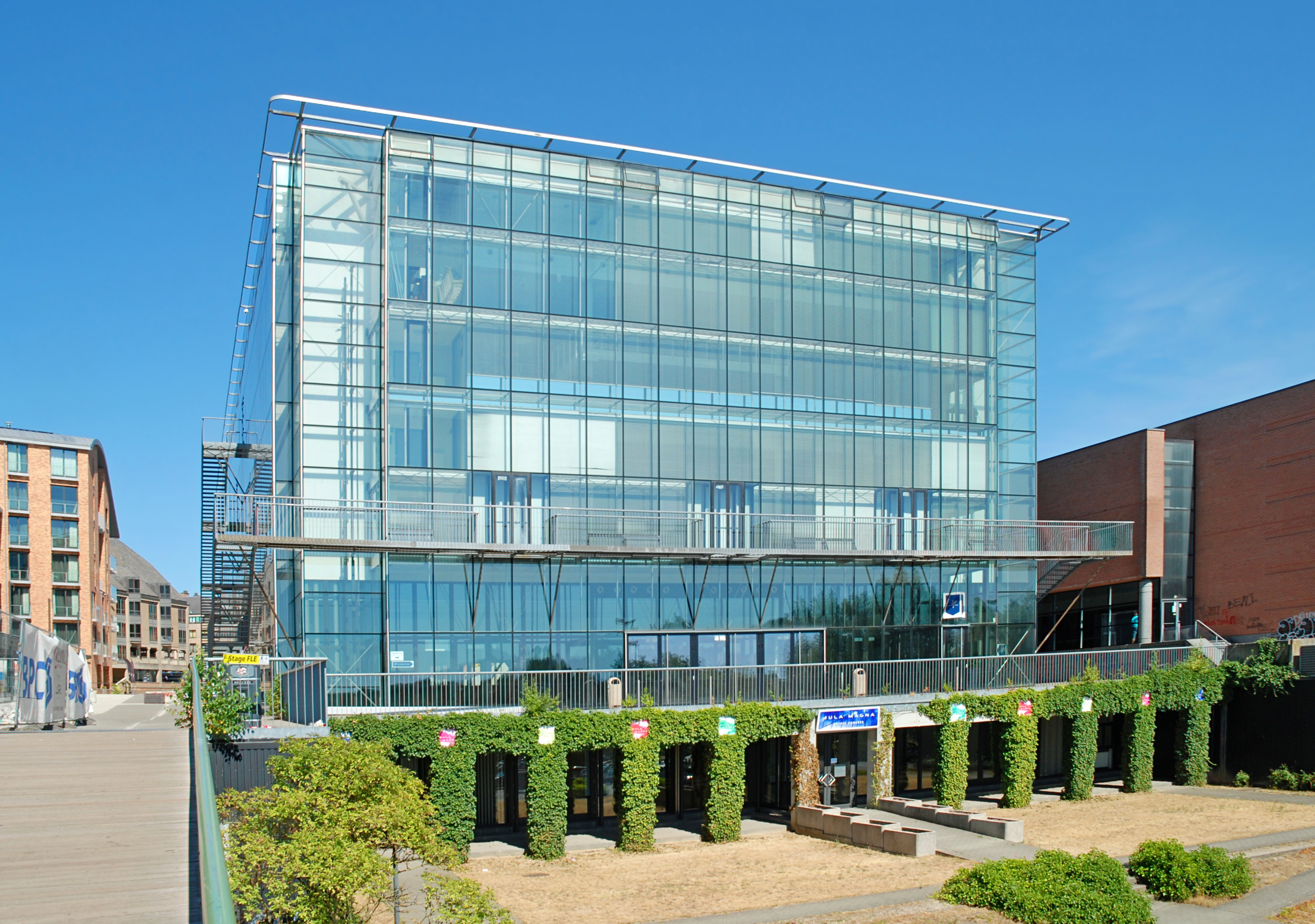
Louvain-la-Neuve - Aula Magna (1999-2001)

## Biografie
Samyn studeerde in 1971 af als burgerlijk bouwkundig ingenieur aan de Université libre de Bruxelles. In 1973 behaalde hij een M.Sc. aan het Massachusetts Institute of Technology. In 1985 behaalde hij een postgraduaat in bedrijfskunde aan het Solvay-instituut en het diploma van architect van de staatsjury. In 1999 promoveerde hij tot doctor in de toegepaste wetenschappen aan de Universiteit van Luik.
In 1972 begon hij te werken als architect en raadgevend ingenieur. In 1980 richtte hij het bureau Philippe Samyn and Partners op.
Philippe Samyn is Commandeur in de Leopoldsorde en lid van de Académie royale des sciences, des lettres et des beaux-arts de Belgique. Op 26 januari 2014 werd hij opgenomen in de erfelijke Belgische adel met de persoonlijke titel van ridder. Zijn motto is Reperire, Invenire, Creare.
Hij is de broer van bedrijfsleider, ondernemer en bestuurder Gilles Samyn.
- Bibliothèque nationale de France: cb150464007 (data)
- Gemeinsame Normdatei: 120974010
- International Standard Name Identifier: 0000 0001 0938 4221
- Library of Congress Control Number: nr98002384
- Nationale Bibliotheek van Israël: 987012330348505171
- Nederlandse Thesaurus van Auteursnamen: 180644637
- SNAC: w6qv3vvn
- Système universitaire de documentation: 058553193
- Union List of Artist Names: 500090504
- Virtual International Authority File: 115947188
- WorldCat: E39PBJdmpVjgF3HgqVPWy3q84q